# گندک (دماوند)
زیبادشت (مهرآباد)، روستایی از توابع بخش رودهن شهرستان دماوند در استان تهران ایران است.
زیبادشت روستای که در فاصله ۳۰ کیلومتری شرق شهر تهران به سمت فیروزکوه قراردارد و همانطور که از نام آن پیداست منطقه ای دشتی و در ارتفاع بالاتر نسبت به روستاهای همجوار خورین و نوده می باشد که این اختلاف ارتفاع موجب پدید آمدن مناظر زیبا و دید باز این روستا شده است و به دلیل نزدیک بودن به مسکن مهر مهرآباد رودهن و آسفالت بودن مسیرهای دسترسی و دارا بودن امکانات رفاهی چون رستوران و ... و مزرعه پرورش بوقلمون و گاوداری و... در سال های اخیر مورد توجه ویژه پایتخت نشینان قرار گرفته است.
همچنین زیبادشت با داشتن شهرک های ویلایی متنوع از جمله زیبادشت شمالی و جنوبی و فدک و بیژن و آب و هوای دلنشین و گسترش ساخت و ساز ویلایی در سال های اخیر می‌تواند زمینه بسیار خوبی برای سرمایه گذاری در بخش ساخت و ساز ویلا و یا واحد های مسکونی را برای سرمایه گذاران به ارمغان آورد.

## جمعیت
این روستا در دهستان مهرآباد قرار دارد و براساس سرشماری مرکز آمار ایران در سال ۱۳۸۵، جمعیت آن ۳۰ نفر (۱۱خانوار) بوده‌است.